# Brentford Football Club 2024-2025
Questa voce raccoglie le informazioni riguardanti il Brentford Football Club nelle competizioni ufficiali della stagione 2024-2025.

## Maglie e sponsor
| Casa | Trasferta | Terza divisa |

## Rosa
Rosa, numerazione e ruoli, tratti dal sito ufficiale, sono aggiornati al 28 dicembre 2024
| N. |                         | Ruolo | Calciatore              |
| -- | ----------------------- | ----- | ----------------------- |
| 1  | Paesi Bassi (bandiera)  | P     | Mark Flekken            |
| 2  | Scozia (bandiera)       | D     | Aaron Hickey            |
| 3  | Inghilterra (bandiera)  | D     | Rico Henry (capitano)   |
| 4  | Paesi Bassi (bandiera)  | D     | Sepp van den Berg       |
| 5  | Giamaica (bandiera)     | D     | Ethan Pinnock           |
| 6  | Danimarca (bandiera)    | C     | Christian Nørgaard      |
| 7  | Francia (bandiera)      | A     | Kevin Schade            |
| 8  | Danimarca (bandiera)    | C     | Mathias Jensen          |
| 9  | Brasile (bandiera)      | A     | Igor Thiago             |
| 10 | Inghilterra (bandiera)  | C     | Josh Dasilva            |
| 11 | RD del Congo (bandiera) | C     | Yoane Wissa             |
| 12 | Islanda (bandiera)      | P     | Hákon Rafn Valdimarsson |
| 13 | Inghilterra (bandiera)  | P     | Matthew Cox             |
| 14 | Portogallo (bandiera)   | C     | Fábio Carvalho          |
| 15 | Nigeria (bandiera)      | C     | Frank Onyeka            |
| 16 | Inghilterra (bandiera)  | D     | Ben Mee                 |
| 18 | Ucraina (bandiera)      | A     | Yegor Yarmolyuk         |

| N. |                          | Ruolo | Calciatore              |
| -- | ------------------------ | ----- | ----------------------- |
| 19 | Camerun (bandiera)       | C     | Bryan Mbeumo            |
| 20 | Norvegia (bandiera)      | D     | Kristoffer Ajer         |
| 21 | Inghilterra (bandiera)   | D     | Jayden Meghoma          |
| 22 | Irlanda (bandiera)       | D     | Nathan Collins          |
| 23 | Inghilterra (bandiera)   | A     | Keane Lewis-Potter      |
| 24 | Danimarca (bandiera)     | C     | Mikkel Damsgaard        |
| 25 | Inghilterra (bandiera)   | C     | Myles Peart-Harris      |
| 26 | Turchia (bandiera)       | C     | Yunus Emre Konak        |
| 27 | Germania (bandiera)      | C     | Vitaly Janelt           |
| 28 | Inghilterra (bandiera)   | C     | Ryan Trevitt            |
| 30 | Danimarca (bandiera)     | D     | Mads Roerslev Rasmussen |
| 32 | Inghilterra (bandiera)   | C     | Paris Maghoma           |
| 33 | Italia (bandiera)        | D     | Michael Kayode          |
| 36 | Corea del Sud (bandiera) | D     | Kim Ji-soo              |
| 39 | Brasile (bandiera)       | P     | Gustavo Nunes           |

## Calciomercato

### Sessione estiva
| Acquisti         | Acquisti          | Acquisti    | Acquisti                    |
| R.               | Nome              | da          | Modalità                    |
| ---------------- | ----------------- | ----------- | --------------------------- |
| A                | Igor Thiago       | Club Bruges | definitivo (33 milioni €)   |
| D                | Sepp van den Berg | Liverpool   | definitivo (23,6 milioni €) |
| C                | Fábio Carvalho    | Liverpool   | definitivo (23,4 milioni €) |
| A                | Gustavo Nunes     | Grêmio      | definitivo (12 milioni €)   |
| C                | Jayden Meghoma    | Southampton | definitivo (5,9 milioni €)  |
| Altre operazioni |                   |             |                             |
| R.               | Nome              | da          | Modalità                    |

| Cessioni         | Cessioni           | Cessioni      | Cessioni                    |
| R.               | Nome               | a             | Modalità                    |
| ---------------- | ------------------ | ------------- | --------------------------- |
| A                | Ivan Toney         | Al-Ahli       | definitivo (42 milioni €)   |
| P                | David Raya         | Arsenal       | definitivo (31,9 milioni €) |
| D                | Fin Stevens        | St. Pauli     | definitivo (600 mila €)     |
| P                | Thomas Strakosha   | AEK Atene     | gratuito                    |
| C                | Shandon Baptiste   | Luton Town    | gratuito                    |
| C                | Mathias Jørgensen  | Anderlecht    | gratuito                    |
| C                | Saman Ghoddos      | Ittihad Kalba | gratuito                    |
| D                | Charlie Goode      | Stevenage     | gratuito                    |
| C                | Frank Onyeka       | Augusta       | prestito                    |
| A                | Myles Peart-Harris | Swansea City  | prestito                    |
| P                | Ellery Balcombe    | St. Mirren    | prestito                    |
| P                | Ben Winterbottom   | Fylde         | prestito                    |
| Altre operazioni |                    |               |                             |
| R.               | Nome               | a             | Modalità                    |
| A                | Neal Maupay        | Everton       | fine prestito               |

### Sessione invernale
| Acquisti         | Acquisti        | Acquisti   | Acquisti              |
| R.               | Nome            | da         | Modalità              |
| ---------------- | --------------- | ---------- | --------------------- |
| A                | Michael Kayode  | Fiorentina | prestito (500 mila €) |
| Altre operazioni |                 |            |                       |
| R.               | Nome            | da         | Modalità              |
| P                | Ellery Balcombe | St. Mirren | fine prestito         |

| Cessioni         | Cessioni                | Cessioni     | Cessioni      |
| R.               | Nome                    | a            | Modalità      |
| ---------------- | ----------------------- | ------------ | ------------- |
| D                | Mads Roerslev Rasmussen | Wolfsburg    | prestito      |
| Altre operazioni |                         |              |               |
| R.               | Nome                    | a            | Modalità      |
| P                | Ellery Balcombe         | Motherwell   | fine prestito |
| C                | Jayden Meghoma          | Preston N.E. | prestito      |
| C                | Ryan Trevitt            | Exeter City  | prestito      |
| P                | Matthew Cox             | Crawley Town | prestito      |

## Risultati

### Premier League

#### Girone di andata
| Arbitro: | Barrott |

|                      |           |                    |
| Mbeumo 29’ Wissa 76’ | Marcatori | 56’ (aut.) Pinnock |

| Arbitro: | Attwell |

|                       |           |  |
| L. Díaz 13’ Salah 70’ | Marcatori |  |

| Arbitro: | J. Smith |

|                           |           |                |
| Mbeumo 43’, 65’ Wissa 69’ | Marcatori | 90+5’ Sugawara |

| Arbitro: | D. Bond |

|                  |           |          |
| Haaland 19’, 32’ | Marcatori | 1’ Wissa |

| Arbitro: | Brooks |

|                                        |           |           |
| Solanke 8’ B. Johnson 28’ Maddison 85’ | Marcatori | 1’ Mbeumo |

| Arbitro: | Hooper |

|           |           |            |
| Mbeumo 1’ | Marcatori | 54’ Souček |

| Arbitro: | A. Madley |

|                                                                         |           |                            |
| Collins 2’ Mbeumo 20’ (rig.) Nørgaard 28’ Pinnock 45+2’ F. Carvalho 90’ | Marcatori | 4’ Cunha 26’ Strand Larsen |

| Arbitro: | Barrott |

|                          |           |               |
| Garnacho 47’ Højlund 62’ | Marcatori | 45+5’ Pinnock |

| Arbitro: | L. Smith |

|                                           |           |                                  |
| Wissa 44’, 45+1’ Mbeumo 51’ (rig.), 90+6’ | Marcatori | 28’ Szmodics 31’ Hirst 86’ Delap |

| Arbitro: | Attwell |

|                     |           |            |
| Wilson 90+2’, 90+7’ | Marcatori | 24’ Janelt |

| Arbitro: | D. Bond |

|                              |           |                               |
| Wissa 27’, 58’ Damsgaard 50’ | Marcatori | 17’ Evanilson 49’ J. Kluivert |

| Liverpool 23 novembre 2024, ore 15:00 WET 12ª giornata | Everton  | 0 – 0 referto | Brentford | Goodison Park (38 915 spett.)\| Arbitro: \| Kavanagh \| |
| Arbitro:                                               | Kavanagh |               |           |                                                         |

| Arbitro: | Oliver |

|                                  |           |                |
| Wissa 25’ Schade 29’, 45+8’, 59’ | Marcatori | 21’ Buonanotte |

| Arbitro: | L. Smith |

|                                        |           |               |
| Rogers 21’ Watkins 28’ (rig.) Cash 34’ | Marcatori | 54’ Damsgaard |

| Arbitro: | Hooper |

|                                            |           |                     |
| Mbeumo 8’ Wissa 28’ Collins 56’ Schade 90’ | Marcatori | 11’ Isak 32’ Barnes |

| Arbitro: | Bankes |

|                           |           |            |
| Cucurella 43’ Jackson 80’ | Marcatori | 90’ Mbeumo |

| Arbitro: | Oliver (Northumberland) |

|  |           |                     |
|  | Marcatori | 38’ Aina 51’ Elanga |

| Brighton 27 dicembre 2024, ore 19:30 WET 18ª giornata | Brighton | 0 – 0 referto | Brentford | AMEX Stadium (31 548 spett.)\| Arbitro: \| Madley \| |
| Arbitro:                                              | Madley   |               |           |                                                      |

| Arbitro: | Bankes |

|            |           |                                        |
| Mbeumo 13’ | Marcatori | 29’ G. Jesus 50’ Merino 53’ Martinelli |

#### Girone di ritorno
| Arbitro: | Attwell |

|  |           |                                                                 |
|  | Marcatori | 6’ Schade 62’, 69’ (rig.) Mbeumo 90+2’ Lewis-Potter 90+4’ Wissa |

| Arbitro: | Taylor |

|                          |           |                |
| Wissa 82’ Nørgaard 90+2’ | Marcatori | 66’, 78’ Foden |

| Arbitro: | A. Madley |

|  |           |                    |
|  | Marcatori | 90+1’, 90+3’ Núñez |

| Arbitro: | Harrington |

|          |           |                              |
| Esse 85’ | Marcatori | 66’ (rig.) Mbeumo 80’ Schade |

| Arbitro: | Gillett |

|  |           |                               |
|  | Marcatori | 29’ (aut.) Janelt 87’ P. Sarr |

| Arbitro: | England |

|  |           |           |
|  | Marcatori | 4’ Schade |

| Arbitro: | Harrington |

|  |           |                                                   |
|  | Marcatori | 17’ Wissa 27’ Mbeumo 32’ Nørgaard 89’ F. Carvalho |

| Arbitro: | Hooper |

|             |           |             |
| Wissa 45+4’ | Marcatori | 77’ O'Brien |

| Arbitro: | Gillett |

|  |           |             |
|  | Marcatori | 49’ Watkins |

| Arbitro: | Pawson |

|                   |           |                        |
| Janelt 17’ (aut.) | Marcatori | 30’ Wissa 71’ Nørgaard |

| Arbitro: | Bankes |

|                       |           |                   |
| Isak 45+2’ Tonali 74’ | Marcatori | 66’ (rig.) Mbeumo |

| Brentford 6 aprile 2025, ore 14:00 WEST 31ª giornata | Brentford | 0 – 0 referto | Chelsea | Brentford Community Stadium (17 183 spett.)\| Arbitro: \| Oliver \| |
| Arbitro:                                             | Oliver    |               |         |                                                                     |

| Arbitro: | Hooper |

|            |           |           |
| Thomas 61’ | Marcatori | 74’ Wissa |

| Arbitro: | Robinson |

|                                         |           |                          |
| Mbeumo 9’, 48’ Wissa 58’ Nørgaard 90+5’ | Marcatori | 45+3’ Welbeck 81’ Mitoma |

| Arbitro: | England |

|  |           |                      |
|  | Marcatori | 44’ Schade 70’ Wissa |

| Arbitro: | Taylor |

|                                           |           |                                     |
| Shaw 27’ (aut.) Schade 33’, 70’ Wissa 74’ | Marcatori | 14’ Mount 82’ Garnacho 90+5’ Diallo |

| Arbitro: | Barrott |

|  |           |            |
|  | Marcatori | 18’ Schade |

| Arbitro: | Gillett |

|                      |           |                                       |
| Mbeumo 22’ Wissa 43’ | Marcatori | 16’ R. Jiménez 68’ Cairney 70’ Wilson |

| Arbitro: | Pawson |

|             |           |            |
| Munetsi 75’ | Marcatori | 20’ Mbeumo |

### FA Cup
| Arbitro: | Toner |

|  |           |               |
|  | Marcatori | 82’ Whittaker |

### EFL Cup
| Arbitro: | Howard |

|  |           |                  |
|  | Marcatori | 45’ Lewis-Potter |

| Arbitro: | L. Smith |

|                                            |           |            |
| F. Carvalho 17’ Damsgaard 26’ Nørgaard 45’ | Marcatori | 11’ Cooper |

| Arbitro: | Finnie |

|                                            |                      |                                               |
| Schade 11’                                 | Marcatori            | 57’ Gassama                                   |
| Mbeumo Lewis-Potter Damsgaard Wissa Janelt | Tiri di rigore 5 – 4 | M. Smith Windass J. Lowe M. Johnson L. Palmer |

| Arbitro: | Barrott |

|                          |           |             |
| Tonali 9’, 43’ Schär 69’ | Marcatori | 90+1’ Wissa |

## Statistiche finali

### Statistiche di squadra
| Competizione   | Punti | In casa | In casa | In casa | In casa | In casa | In casa | In trasferta | In trasferta | In trasferta | In trasferta | In trasferta | In trasferta | Totale | Totale | Totale | Totale | Totale | Totale | DR |
| Competizione   | Punti | G       | V       | N       | P       | Gf      | Gs      | G            | V            | N            | P            | Gf           | Gs           | G      | V      | N      | P      | Gf     | Gs     | DR |
| -------------- | ----- | ------- | ------- | ------- | ------- | ------- | ------- | ------------ | ------------ | ------------ | ------------ | ------------ | ------------ | ------ | ------ | ------ | ------ | ------ | ------ | -- |
| Premier League | 56    | 19      | 9       | 4       | 6       | 40      | 35      | 19           | 7            | 4            | 8            | 26           | 22           | 38     | 16     | 8      | 14     | 65     | 57     | +8 |
| FA Cup         | -     | 1       | 0       | 0       | 1       | 0       | 1       | -            | -            | -            | -            | -            | -            | 1      | 0      | 0      | 1      | 0      | 1      | -1 |
| League Cup     | -     | 2       | 1       | 1       | 0       | 4       | 2       | 2            | 1            | 0            | 1            | 2            | 3            | 4      | 2      | 1      | 1      | 6      | 5      | +1 |
| Totale         | -     | 22      | 10      | 5       | 7       | 44      | 38      | 21           | 8            | 4            | 9            | 28           | 25           | 43     | 18     | 9      | 16     | 72     | 63     | +9 |

### Andamento in campionato
| Giornata  | 1 | 2  | 3 | 4 | 5  | 6  | 7  | 8  | 9 | 10 | 11 | 12 | 13 | 14 | 15 | 16 | 17 | 18 | 19 | 20 | 21 | 22 | 23 | 24 | 25 | 26 | 27 | 28 | 29 | 30 | 31 | 32 | 33 | 34 | 35 | 36 | 37 | 38 |
| --------- | - | -- | - | - | -- | -- | -- | -- | - | -- | -- | -- | -- | -- | -- | -- | -- | -- | -- | -- | -- | -- | -- | -- | -- | -- | -- | -- | -- | -- | -- | -- | -- | -- | -- | -- | -- | -- |
| Luogo     | C | T  | C | T | T  | C  | C  | T  | C | T  | C  | T  | C  | T  | C  | T  | C  | T  | C  | T  | C  | C  | T  | C  | T  | T  | C  | C  | T  | T  | C  | T  | C  | T  | C  | T  | C  | T  |
| Risultato | V | P  | V | P | P  | N  | V  | P  | V | P  | V  | N  | V  | P  | V  | P  | P  | N  | P  | V  | N  | P  | V  | P  | V  | V  | N  | P  | V  | P  | N  | N  | V  | V  | V  | V  | P  | N  |
| Posizione | 6 | 13 | 6 | 9 | 12 | 12 | 11 | 13 | 9 | 12 | 11 | 11 | 8  | 11 | 9  | 11 | 12 | 11 | 12 | 11 | 11 | 11 | 11 | 11 | 11 | 11 | 11 | 12 | 11 | 11 | 12 | 11 | 11 | 11 | 9  | 8  | 9  | 10 |

Legenda:

Luogo: C = Casa; T = Trasferta. Risultato: V = Vittoria; N = Pareggio; P = Sconfitta.